# Gorou Keyna
Gorou Keyna ist ein Dorf im Arrondissement Niamey IV der Stadt Niamey in Niger.

## Geographie
Das von einem traditionellen Ortsvorsteher (chef traditionnel) geleitete Dorf liegt im ländlichen Gemeindegebiet von Niamey. Eine Nachbarsiedlung ist der Weiler Gorou Kaina.
Der Ortsname kommt aus der Sprache Songhai-Zarma. Das Wort gorou bedeutet „Trockental“ und das Wort keyna „klein“. Gourou Keyna lässt sich folglich als „kleines Trockental“ übersetzen.

## Bevölkerung
Bei der Volkszählung 2012 hatte Gourou Keyna 290 Einwohner, die in 48 Haushalten lebten.